# Germain Declercq
Germain Declercq (5 maart 1904, Rekkem - 22 maart 1987, Rekkem) was een Belgische politicus.

## Biografie
Declercq werkte van 1925 tot 1969 als secretaris van het ACW van Rekkem.
Hij was actief in de gemeentepolitiek in Rekkem en werd er schepen in 1933. Hij bleef schepen tot 1953, toen hij burgemeester van Rekkem werd. Hij bleef meer dan twee decennia burgemeester, tot 1976. In 1977 werd Rekkem een deelgemeente van Menen en Declercq was zo de laatste burgemeester van Rekkem geweest.
Hij was gehuwd met Zoë Lesage.